# Pluma eléctrica

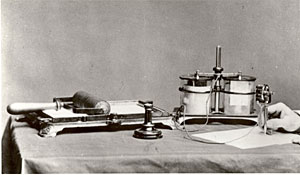
El conjunto completo del aparato para generar duplicaciones de documentos escritos a mano, incluida la pluma eléctrica de Edison

La pluma eléctrica de Edison, formando parte de un aparato completo para duplicar documentos y dibujos escritos a mano, fue la primera pequeña aplicación para oficina dotada de un motor eléctrico relativamente segura, siendo producida y vendida en los Estados Unidos a partir de 1875. A finales de la década de 1880, prácticamente había desaparecido del mercado, sustituida por el éxito masivo de las máquinas de escribir.
Poco tiempo después, se convertiría en la base de las máquinas de tatuar.

## Desarrollo
Edison reconoció la posible demanda de un dispositivo de copiado de alta velocidad después de observar la increíble cantidad de duplicados de documentos requeridos por comerciantes, abogados, compañías de seguros y todos aquellos profesionales con ocupaciones similares. Para satisfacer esta demanda, inventó la pluma eléctrica, que usaba una aguja perforadora cuyo funcionamiento estaba inspirado en el telégrafo impresor.
Edison y su asociado Charles Batchelor observaron que cuando este dispositivo perforaba el papel, quedaba una marca debajo de la solución química que utilizaba. El propio Edison aprovechó esta propiedad y construyó la pluma eléctrica para valerse de este efecto.
El desarrollo de la pluma eléctrica tuvo lugar en el verano de 1875. La patente estadounidense 1800,857 para impresión autográfica se le otorgó a Thomas Edison en 1876, cubriendo la pluma, la duplicadora y los accesorios.

## Diseño y uso
La pluma eléctrica era el componente clave de un sistema de duplicación completo, que incluía la propia pluma, un soporte de hierro fundido con una inserción de madera, una batería eléctrica en un soporte de hierro fundido y una prensa de duplicación plana de hierro fundido con rodillo de tinta. Todas las piezas de hierro fundido eran negras barnizadas, con franjas doradas o decoración. La pluma eléctrica portátil funcionaba con una batería de celda húmeda, que estaba conectada a un motor eléctrico montado en la parte superior de un eje con forma de pluma. El motor accionaba una aguja de vaivén que, según el manual, podía realizar 50 pinchazos por segundo (3000 por minuto). El usuario recibía instrucciones indicando cómo colocar firmemente la plantilla sobre papel secante encima de una superficie plana, y luego usar la pluma para escribir o dibujar de forma natural trazando letras y diseños mediante una serie de perforaciones diminutas en la plantilla.
Una vez preparado el patrón estarcido, se colocaba en la prensa de duplicación plana con una hoja de papel en blanco por debajo. Se pasaba un rodillo entintado sobre la plantilla, dejando una impresión de la imagen en el papel. Edison se jactó de que se podían hacer más de 5000 copias de un mismo original.

## Publicidad

### Comercialización
El público objetivo principal de Edison incluía firmas que dependían de la duplicación de documentos para administrar sus negocios. Para impulsar la demanda, publicitó en una circular escrita por la propia pluma eléctrica, en la que se le denominaba "La" "Rotativa Electro-Autográfica", afirmando que era "el único proceso inventado mediante el que se puede realizar con rapidez una cantidad ilimitada de impresiones de un manuscrito ordinario". Otro anuncio rotulado con la pluma eléctrica decía "Es como besar: cada impresión exitosa es tan buena como la primera- ¡Confirmado por cada uno que lo ha probado! - Solo es necesario utilizar una presión suave", con las palabras flotando en torno a una pareja que se abraza.

### Recepción
Además de para las compañías, la pluma eléctrica también se comercializó para el público en general, con otros usos de la invención como la escritura a mano de cartas personales, panfletos, música, contratos, circulares y dibujos arquitectónicos y mecánicos, entre otros tipos de documentos. A finales de 1875, la pluma se vendió al principio solo en la Costa Este de los Estados Unidos, al precio inicial de 30 dólares. Se extendió aún más al Medio Oeste de los Estados Unidos, Columbia Británica e Inglaterra gracias al aumento de su popularidad, cuando se vendían mensualmente más de 150 plumas.
El mercado continuó expandiéndose a Cuba y América del Sur, con Europa y Asia agregándose en 1877. Sin embargo, en 1880, el negocio de la pluma eléctrica comenzó a disminuir, cuando otras invenciones que eran más eficientes pronto superaron al producto de Edison en el mercado, causando que eventualmente cayera en el olvido.
 Se dice que aproximadamente se vendieron 60.000 plumas en total durante su vida comercial. Sin embargo, es probable que este número fuera sobrestimado por Edison para darle más publicidad al producto.

## Inconvenientes

### Operación de la batería
El mayor inconveniente de la pluma eléctrica de Edison era su batería de celda húmeda, que tenía que ser cuidada y mantenida por telegrafistas experimentados. Debido a su naturaleza desordenada, para Edison era importante incorporar baterías que fuesen aceptables para los empleados que tenían que cuidar de la pluma eléctrica y de su maquinaria subyacente. De lo contrario, los banqueros y los aseguradores nunca podrían interesarse en él, como señaló Mullarkey, un exoperador de telégrafos y agente de Nueva York para Edison.

### Competencia
La necesidad de utilizar baterías en la pluma eléctrica finalmente causó su constante declive, ya que las plumas mecánicas que no requerían baterías para operar se apropiaron del mercado hacia 1880. Estas nuevas plumas, junto con otras tecnologías más baratas y sencillas para crear clichés, se hicieron cada vez más populares y ampliamente utilizadas, hasta que finalmente todos ellos fueron superados por la máquina de escribir a finales de la década de 1880.

## Sistemas posteriores

### Mimeógrafo
Edison comenzó a vender los derechos para fabricar y comercializar las plumas a finales de 1876, pero no fue sino hasta mediados de la década de 1880 que la A.B. Dick Company finalmente agotó los derechos y la patente de la invención. El fabricante de Chicago pasó a crear el mimeógrafo, un derivado de la pluma eléctrica comercializado específicamente como "Mimeógrafo de Edison" con su permiso. A diferencia de la pluma eléctrica, el mimeógrafo se vendió con relativo éxito, y la AB Dick Company permaneció en el negocio hasta 2004.

### Industria del tatuaje
Después de que su vida como instrumento de escritura había terminado, la pluma eléctrica se adaptó para cumplir un papel completamente diferente. En 1891, un artista del tatuaje de Nueva York, Samuel O’Reilly, reutilizó el diseño de la pluma eléctrica para ser utilizado como la primera máquina de tatuar eléctrica. Lo que antes se hacía a mano, ahora se realizaba a un ritmo mucho más rápido gracias a este revolucionario dispositivo. Alrededor de esta época, los tatuajes comenzaron a ser cada vez más habituales, como un fenómeno cultural extendido gracias a su popularidad entre la nobleza europea. O'Reilly se aprovechó de este auge, y produjo una aguja de tatuaje eléctrica para explotar ventajosamente este nuevo mercado. Si bien disfrutó de un éxito considerable, su abrupta muerte en 1908 acabó con esta corta etapa lucrativa de su vida. El aprendiz de O'Reilly, Charles Wagner, heredó el negocio de su maestro.

### Valor moderno
En un episodio de octubre de 2015 del programa American Pickers del canal History se localiza una versión europea de una pluma eléctrica en una colección privada de dispositivos eléctricos antiguos ubicada en Wisconsin. El propietario afirmaba que en subastas recientes se habían vendido otros ejemplares por entre 15.000 y 20.000 dólares. Este aparato también incluía una caja de batería muy rara. Finalmente, el dueño vendió por 12.000 dólares la pluma eléctrica a los buscadores de artículos, que esperaban revenderla a un precio más alto.